# إنيانوس (بابا الإسكندرية)
البابا الأنبا إنيانوس (حناينا) بطريرك الكنيسة القبطية الأرثوذكسيةالثاني (62 - 86)
هو أول أسقف رسمه القديس مرقس الرسول، والبابا الثاني لكرسي الإسكندرية. كان ابنًا لوالدين وثنيين، وكان يعمل إسكافيًا. إذ دخل القديس مرقس الإسكندرية وجال في شوارعها تهرأ حذاؤه، فأعطاه لأنيانوس ليصلحه. وإذ كان يغرز فيه المخرز نفذ إلى الجهة الأخرى وجرحه، وصرخ من الألم باليونانية: «إيسثيؤس» أي «يا الله الواحد». للحال أمسك القديس مرقس ترابًا من الأرض وتفل عليه ثم وضعه على الجرح وشفاه باسم السيد المسيح. تعجب أنيانوس من ذلك فبدأ القديس مرقس يبشره بالإله الواحد، فآمن هو وأهل بيته، وتعمدوا باسم الثالوث: القدوس والابن والروح القدس.
فتح أنيانوس بيته ليضم فيه المؤمنين، وكان ملازمًا تعليم الرسول مرقس. وإذ عزم الرسول أن ينطلق إلى الخمس مدن الغربية أقامه أسقفًا على الإسكندرية عام 64م، فظل يبشر أهلها ويعمدهم سرًا. تحول بيته إلى كنيسة، وبقيّ يخدم حوالي 22 سنة.
عاصر هذا البابا العديد من الأباطرة الروم وهم: نيرون وغالبا وأونون وفيتليوس وفسبازيان وتيطس وتنيح في عصر دوماتيوس، في 20 هاتور من سنة 86م.